# 美兴镇
美兴镇，是中华人民共和国四川省阿坝藏族羌族自治州小金县下辖的一个乡镇级行政单位。2019年12月，撤销老营乡，将其所属行政区域划归美兴镇管辖。

## 行政区划
美兴镇下辖以下地区：
新街社区、营盘社区、三关桥村、营盘村、新街村、石灰窑村、马桑村、卯梁村、茂阳村、大坝口村和春厂坝村。